# Kendall Brown
Kendall Thomas Brown (Cottage Grove, 11 maggio 2003) è un cestista statunitense.

## Carriera
Dopo aver trascorso una stagione con i Baylor Bears, nel 2022 si dichiara per il Draft NBA, in cui viene selezionato con la quarantottesima chiamata dai Minnesota Timberwolves e subito ceduto, in cambio di una scelta futura, agli Indiana Pacers, che lo firmano con un two-way contract.
Viene tagliato il 15 ottobre 2024.

## Statistiche

### NCAA
| Anno      | Squadra      | PG | PT | MP   | TC%  | 3P%  | TL%  | RP  | AP  | PRP | SP  | PP  |
| --------- | ------------ | -- | -- | ---- | ---- | ---- | ---- | --- | --- | --- | --- | --- |
| 2021-2022 | Baylor Bears | 34 | 34 | 27,1 | 58,4 | 34,1 | 68,9 | 4,9 | 1,9 | 1,0 | 0,4 | 9,7 |
| Carriera  | Carriera     | 34 | 34 | 27,1 | 58,4 | 34,1 | 68,9 | 4,9 | 1,9 | 1,0 | 0,4 | 9,7 |

#### Massimi in carriera
- Massimo di punti: 19 vs Central Arkansas (17 novembre 2021)[7]
- Massimo di rimbalzi: 11 vs Kansas State (25 gennaio 2022)
- Massimo di assist: 10 vs Nicholls State (15 novembre 2021)
- Massimo di palle rubate: 3 (2 volte)
- Massimo di stoppate: 2 (2 volte)
- Massimo di minuti giocati: 36 vs Iowa State (5 marzo 2022)

### NBA

#### Regular Season
| Anno      | Squadra        | PG | PT | MP  | TC%  | 3P% | TL%  | RP  | AP  | PRP | SP  | PP  |
| --------- | -------------- | -- | -- | --- | ---- | --- | ---- | --- | --- | --- | --- | --- |
| 2022-2023 | Indiana Pacers | 6  | 0  | 6,7 | 57,1 | 0,0 | 50,0 | 1,0 | 0,5 | 0,7 | 0,0 | 1,5 |
| 2023-2024 | Indiana Pacers | 15 | 0  | 4,2 | 53,3 | 0,0 | 62,5 | 0,3 | 0,3 | 0,0 | 0,0 | 1,4 |
| Carriera  | Carriera       | 21 | 0  | 4,9 | 54,5 | 0,0 | 60,0 | 0,5 | 0,4 | 0,2 | 0,0 | 1,4 |

#### Playoffs
| Anno     | Squadra        | PG | PT | MP  | TC%  | 3P% | TL% | RP  | AP  | PRP | SP  | PP  |
| -------- | -------------- | -- | -- | --- | ---- | --- | --- | --- | --- | --- | --- | --- |
| 2024     | Indiana Pacers | 7  | 0  | 3,6 | 33,3 | -   | -   | 0,4 | 0,3 | 0,0 | 0,1 | 0,6 |
| Carriera | Carriera       | 7  | 0  | 3,6 | 33,3 | -   | -   | 0,4 | 0,3 | 0,0 | 0,1 | 0,6 |

#### Massimi in carriera
- Massimo di punti: 4 vs Utah Jazz (2 dicembre 2022)[8]
- Massimo di rimbalzi: 5 vs Golden State Warriors (5 dicembre 2022)
- Massimo di assist: 2 vs Golden State Warriors (5 dicembre 2022)
- Massimo di palle rubate: 1 (4 volte)
- Massimo di stoppate: -
- Massimo di minuti giocati: 18 vs Golden State Warriors (5 dicembre 2022)

### G League
| Anno      | Squadra          | PG | PT | MP   | TC%  | 3P%  | TL%  | RP  | AP  | PRP | SP  | PP   |
| --------- | ---------------- | -- | -- | ---- | ---- | ---- | ---- | --- | --- | --- | --- | ---- |
| 2022-2023 | F.W. Mad Ants    | 16 | 16 | 25,5 | 50,4 | 32,4 | 81,8 | 4,8 | 2,2 | 1,5 | 0,6 | 10,3 |
| 2023-2024 | Indiana Mad Ants | 36 | 36 | 34,1 | 49,4 | 25,0 | 75,6 | 5,0 | 2,8 | 1,0 | 0,8 | 17,3 |
| Carriera  | Carriera         | 52 | 52 | 31,5 | 49,6 | 26,5 | 76,4 | 4,9 | 2,6 | 1,1 | 0,7 | 15,1 |

## Premi e riconoscimenti
- McDonald's All-American (2021)